# Exocentrus alboscutellatus
Exocentrus alboscutellatus es una especie de escarabajo longicornio del género Exocentrus, categorizada en la tribu Exocentrini, de la subfamilia Lamiinae. Fue descrita por Breuning en 1961.

## Descripción
Mide 3-3,5 mm de longitud.

## Distribución
Se distribuye por República Centroafricana y República Democrática del Congo.